# 岸和田市立旭小学校
岸和田市立旭小学校（きしわだしりつ あさひしょうがっこう）は、大阪府岸和田市土生町7丁目にある公立小学校。

## 沿革
- 1874年5月6日 - 泉州第102番小学として創立。
- 1908年4月1日 - 大阪府泉南郡土生郷尋常小学校と改称。
- 1921年4月1日 - 高等科を併設する。
- 1938年3月3日 - 土生郷村が岸和田市に編入され、大阪府岸和田市旭尋常高等小学校と改称。同日を創立記念日とする。
- 1941年4月1日 - 岸和田市立旭国民学校と改称。
- 1947年4月1日 - 岸和田市立旭小学校と改称。

## 通学区域
- 土生町、土生町1丁目、土生町3丁目、土生町4丁目、土生町8丁目、土生町9丁目、土生町13丁目、作才町、作才町1丁目、旭（国道26号の西側）、行遇町、畑町（流木線の北側）、畑町4丁目、極楽寺町（流木線の北側）、流木町、神須屋町、八田町[1]

## 進学先中学校
- 岸和田市立土生中学校[1]

## アクセス
- 南海ウイングバス「旭小学校前」バス停